# 東経148度線
東経148度線（とうけい148どせん）は、本初子午線面から東へ148度の角度を成す経線である。北極点から北極海、アジア、太平洋、オーストラレーシア、インド洋、南極海、南極大陸を通過して南極点までを結ぶ。東経148度線は、西経32度線と共に大円を形成する。

## 通過する地域一覧
東経148度線は、北極点から南極点まで南に向かって以下の場所を通っている。
| 地理座標                                               | 国土・領土・領海   | 備考 |
| ------------------------------------------------------ | ------------------ | --- |
| 北緯90度0分 東経148度0分 / 北緯90.000度 東経148.000度  | 北極海             | |
| 北緯76度40分 東経148度0分 / 北緯76.667度 東経148.000度 | 東シベリア海       | |
| 北緯75度24分 東経148度0分 / 北緯75.400度 東経148.000度 | ロシア             | ノバヤ・シビリ島（英語版） |
| 北緯74度51分 東経148度0分 / 北緯74.850度 東経148.000度 | 東シベリア海       | |
| 北緯72度19分 東経148度0分 / 北緯72.317度 東経148.000度 | ロシア             | |
| 北緯59度23分 東経148度0分 / 北緯59.383度 東経148.000度 | オホーツク海       | |
| 北緯45度20分 東経148度0分 / 北緯45.333度 東経148.000度 | 千島列島           | 択捉島（ ロシアが実効支配、 日本が領有権主張） |
| 北緯45度1分 東経148度0分 / 北緯45.017度 東経148.000度  | 太平洋             | パプアニューギニア・ナウナ島（南緯2度12分 東経148度11分 / 南緯2.200度 東経148.183度）の西を通過 パプアニューギニア・ランバットヨ島（英語版）（南緯2度17分 東経147度52分 / 南緯2.283度 東経147.867度）の東を通過 ビスマルク海 - パプアニューギニア・サカール島（英語版）（南緯5度24分 東経148度3分 / 南緯5.400度 東経148.050度）の西を通過 |
| 南緯5度33分 東経148度0分 / 南緯5.550度 東経148.000度   | パプアニューギニア | ウンボイ島 |
| 南緯5度50分 東経148度0分 / 南緯5.833度 東経148.000度   | ソロモン海         | |
| 南緯8度4分 東経148度0分 / 南緯8.067度 東経148.000度    | パプアニューギニア | ニューギニア島 |
| 南緯10度9分 東経148度0分 / 南緯10.150度 東経148.000度  | 太平洋             | 珊瑚海 — オーストラリア・コーラル・シー諸島を通過 |
| 南緯19度55分 東経148度0分 / 南緯19.917度 東経148.000度 | オーストラリア     | クイーンズランド州 ニューサウスウェールズ州（南緯29度0分 東経148度0分 / 南緯29.000度 東経148.000度から） ビクトリア州（南緯36度8分 東経148度0分 / 南緯36.133度 東経148.000度から） |
| 南緯37度53分 東経148度0分 / 南緯37.883度 東経148.000度 | 太平洋             | タスマン海 |
| 南緯39度38分 東経148度0分 / 南緯39.633度 東経148.000度 | オーストラリア     | タスマニア州 — アウターシスター島（英語版）、フリンダース島，ロング島（英語版）、ケープバレン島 |
| 南緯40度25分 東経148度0分 / 南緯40.417度 東経148.000度 | バス海峡           | オーストラリア・タスマニア州・クラーク島（英語版）（南緯40度32分 東経148度5分 / 南緯40.533度 東経148.083度）の西を通過 |
| 南緯40度45分 東経148度0分 / 南緯40.750度 東経148.000度 | オーストラリア     | タスマニア州 |
| 南緯42度31分 東経148度0分 / 南緯42.517度 東経148.000度 | 太平洋             | タスマン海 — オーストラリア・タスマニア州・マリア島（南緯42度39分 東経148度1分 / 南緯42.650度 東経148.017度）の西を通過 |
| 南緯43度13分 東経148度0分 / 南緯43.217度 東経148.000度 | オーストラリア     | タスマニア州 — タスマン半島 |
| 南緯43度15分 東経148度0分 / 南緯43.250度 東経148.000度 | 太平洋             | |
| 南緯60度0分 東経148度0分 / 南緯60.000度 東経148.000度  | 南極海             | |
| 南緯67度48分 東経148度0分 / 南緯67.800度 東経148.000度 | 南極大陸           | オーストラリア南極領土 - オーストラリアが領有権主張 |
| 南緯68度17分 東経148度0分 / 南緯68.283度 東経148.000度 | 南極海             | バックリィ湾（英語版） |
| 南緯68度25分 東経148度0分 / 南緯68.417度 東経148.000度 | 南極大陸           | オーストラリア南極領土 - オーストラリアが領有権主張 |